# André Bjerke
Jarl André Bjerke (nascido a 30 de janeiro de 1918 em Oslo e falecido a 10 de janeiro de 1985) foi um escritor e poeta norueguês.  A sua estreia ocorreu em 1940 com uma coleção de poemas, Syngende Jord (Terra Cantante). Escreveu sobre uma grande variedade de temas: poemas (tanto para crianças como para adultos), romances policiais (quatro dos quais sob o pseudónimo de Bernhard Borge), ensaios e artigos. Era reconhecido como um mestre na tradução, tendo traduzido com elegância para o norueguês obras de Shakespeare, Molière, Goethe, Racine, etc. . Um tema central nas obras de Bjerke, especialmente nos seus poemas, é o desejo da infância. André Bjerke foi também conhecido juntamente com o seu igualmente famoso primo Jens Bjørneboe, como um notável proponente da língua Riksmål durante a luta da língua na Noruega, e da antroposofia, especialmente nos anos 1950.

## Família
O seu pai foi o escritor Ejlert Bjerke e a sua mãe Karin Bjerke (Svensson em solteira).

## Romances policiais e contos
Os seus romances policiais, entre os melhores do género em norueguês, são influenciados pelo seu interesse pela psicanálise. O seu primeiro romance policial, Nattmennesket (Noctívago) foi publicado em 1941. Neste romance surgiu o seu "detective" inteiramente novo o analista psicológico Kai Bugge que defende que um psicólogo esta mais apto para resolver um crime real do que um detective policial. Após um assassinato particularmente horrível, Bugge e o seu amigo e detective policial Hammer juntam forças para resolver o mistério inexplicável. Enquanto Hammer procura pistas materiais e entrevista os suspeitos sobre coisas como motivo e álibis, Bugge faz uma abordagem analítica e reivindica apos apenas o primeiro terço do livro que resolveu o mistério. O assassino indirectamente confessou o crime.
A Nattmennesket seguiu-se a sua obra-prima De dødes tjern (Lago dos mortos) em 1942. Em 2004 pelo programa da rádio norueguesa Nitimen foi considerado o segundo melhor romance policial norueguês de todos os tempos, apenas batido por Rødstrupe(2000) do escritor policial Jo Nesbø. O Lago dos mortos serviu de guião a um filme em 1958 que foi dirigido por Kåre Bergstrøm. O próprio Bjerke foi actor no filme. Neste romance entra também Kai Bugge como detective. Desta vez em nítida oposição a dois outros personagens, o crítico literário Gabriel Mørk e o detective policial Harald Gran. Este romance afasta-se do “quem fez o quê” clássico. Os três, acompanhados por Bernhard Borge (o autor do livro), da esposa deste e da noiva de Gran, deslocam-se ao local de um suicídio por afogamento. O morto que não se encontra por causa da profundeza bastante turva da lagoa deixou um diário. Nele revela sua obsessão crescente pelo lago e termina com uma confissão de que não lhe resta outra escolha senão suicidar-se por afogamento. Esta obsessão é conhecida na vizinhança através de uma velha história. Durante a investigação parece que os visitantes também não estão a salvo das forças que existem na lagoa. Kai Bugge trabalha arduamente para resolver o enigma, ou melhor, para salvar os seus amigos antes que ocorra outra tragédia.
Em 1947 publicou Døde menn går i land (Mortos dão à costa). É o único dos seus romances em que não entra Kai Bugge, mas o conflito entre os que resolvem os enigmas de forma tradicional e quem se interessa por fenómenos paranormais é um motivo central no romance. Arne Krag-Andersen, um endinheirado que subiu a pulso na vida, comprou uma famosa casa assombrada na costa sul da Noruega. Há uma maldição sobre o solar: quem tentar mudar alguma coisa na casa ou no seu conteúdo, terá uma morte violenta. Arne decide desafiar a maldição e alguns dos seus operários precisam de sorte para não morrer em acidentes que lhes acontecem.
Os amigos vêm visita-lo, e o grupo é completado por um vizinho peculiar, o sacerdote americano Pahle, que esta profundamente fascinado pelo satanismo e afirma que um culto satânico estava ligado à casa. Um barco estoniano vazio encontrado no mar – também de acordo com uma tradição local dos navios que se perdeu pelo diabo – compõe a atmosfera. Mas em que assenta esta teia de contos e profecias locais que parecem tornar-se realidade? Arne e seus amigos tentam encontrar uma solução em meio a mentiras e rumores. A solução eventualmente prova muito mais intrigante do que parece Arne e os seus amigos tentam encontrar uma solução no meio de mentiras e rumores. A solução acaba por ser muito mais intrigante do que parece inicialmente.
Em 1950 foi publicado Skjult Mønster (Padrão Escondido). Kai Bugge entra de novo em cena, mas mesmo que resolva o mistério estranho e descubra o padrão escondido, não desempenha um papel central desta vez. Irene Cramer está morta de medo e parece evidente que o seu medo não é apenas imaginário. O seu pai foi assassinado – e por quem? Ela vai morar com quatro solteiros na tentativa de se proteger, mas nem o comportamento cavalheiresco deles lhe dá a segurança que ela anseia. O leitor é conduzido por um verdadeiro labirinto com um padrão que parece insolúvel até que o padrão oculto é revelado por Kai Bugge.
A colectânea de contos Tryllestaven (Varinha Mágica) de 1961 não cabe realmente na classificação de policial. Alguns deles são, mas a maioria deles diz respeito a outras partes da vida. Encontra-se um jovem e os seus sonhos, uma garota a resolver a pergunta final de um cientista, um conto de fadas tradicional norueguês muito alterado, um azarado que encontra a sua varinha mágica na forma de uma bengala, o desafio de escrever sobriamente estando sóbrio e outras histórias. Uma das histórias é um precursor directo do livro que ele escreveu a seguir.
Em 1963, André Bjerke publicou Enhjørningen (Unicórnio) em seu próprio nome. Enhjørningen é composto por três novelas e um conto ligados entre si pelo desafio entre a psicologia e o unicórnio – representando as forças sobrenaturais na existência. O Dr. Kahrs nega a existência de qualquer unicórnio mas três amigos seus do jogo do bridge, o autor, Nordberg, o publicitário, Bøhmer e a jornalista, Strand, tentam convencê-lo, contando-lhe o seu encontro com o unicórnio. As três histórias são muito diferentes em cada sentido- mas o Dr. Kahrs ficará convencido.
Bjerke também publicou a colectânea de contos Hobby-detektiven (Detective com Hobbys) onde um agente policial muito invulgar, Klaus Vangli, é o herói. Vangli tem uma abordagem nada tradicional aos vários mistérios que se propõe resolver. Alega que a sua enorme variedade de passatempos lhe dá as competências e conhecimento necessários para resolver assassinatos, roubos, fraudes e até um pequeníssimo furto de uma criança pequena. Nos seus passatempos incluem-se xadrez, astronomia, óptica, filatelia, caminhadas, apostas em futebol e outros objectos de interesse que parece não terem nada em comum. Mas Vangli resolve os casos e apanha o seu homem, mulher ou criança. O conhecimento do leitor acerca dos hobbies também é testado, mas os contos podem ser apreciados mesmo por desconhecedores nos temas antes mencionados.
Bjerke também publicou dois conjuntos de contos policiais em 1970 intitulados Onkel Oscar starter opp (O Tio Óscar Arranca) e Onkel Oscar kjører videre (O Tio Óscar a Conduzir). Foram escritas em conjunto com o apresentador de televisão Harald Tusberg, sendo adaptações dos guiões para a série de TV sobre o tio Óscar. Óscar é um motorista de táxi na Oslo actual que está envolvido em crimes diferentes e que os resolve pela sua capacidade para circular e pela sua perspicácia.

## Realizações não-literárias
Foi co-apresentador do programa de televisão Streiftog eu grenseland (Incursões além Fronteiras) em 1973. Esta série de programas foi a primeira dedicada à investigação de fenómenos paranormais e ocultos. Harald Tusberg, com quem ele escreveu sobre o tio Óscar foi o outro apresentador.
André Bjerke foi um excelente xadresista e escreveu vários ensaios sobre a história e a cultura de xadrez. Um dos seus livros de xadrez, Spillet eu mitt liv (O jogo na minha vida) escrito entre 1968 e 1975, foi considerado o livro xadrez do século numa pesquisa informal realizada pela Federação de Xadrez da Noruega em 1999.
A Noruega foi agitada durante muitos anos pelo conflito entre os dois grupos de aderentes a idiomas diferentes. Uma grande maioria preferia o Bokmål (tradicional padrão norueguês), enquanto o Neo-norueguês era o preferido por parte da população dos distritos de montanha e em distritos rurais no oeste da Noruega. Uma terceira facção tentou fundir as duas línguas na chamada Samnorsk. André Bjerke alinhou firmemente na maioria conservadora e foi um dos fundadores de uma associação alternativa de autores, chamada pelo ano em que foi fundada, 1952, em oposição as reacções laxistas da associação de autores mais antiga que tentava fazer uma linguagem de mistura. A oposição tenaz de Bjerke e de outros e o seu exemplo ao usarem a linguagem nos seus poemas, dramas e prosa, contribuiu para o fim das tentativas de fusão e para um ambiente mais descontraído, em que cada distrito escolheu a sua variante de norueguês em vez de um idioma ser imposto a nível nacional.
Na sequência de um debilitante ataque de coração em 1981, ficou limitado a uma cadeira de rodas para o resto da sua vida.
Bjerke foi casado com a actriz Henny Moan. Tiveram uma filha, Vilde, que escreveu um livro sobre o pai dela, Du visste om et land. Om min far André Bjerke (Tu sabias de um país. Sobre o meu pai André Bjerke) em 2002.